# デイブ・シシィ
デイブ・シシィ（Dave Sisi、1993年2月5日 - ）は、ユナイテッド・ラグビー・チャンピオンシップゼブレに所属するラグビーユニオン選手。

## プロフィール
- ドイツ・リンテルン出身。
- ポジションはフランカー(FL)。
- 身長 193cm、体重 117kg
- U20イングランド代表に選ばれたことがある[1]。
- イタリア代表キャップは27（2022年12月現在）でラグビーワールドカップ2019のイタリア代表に選ばれた[2]。

## 略歴
ロンドン・アイリッシュ、ロンドン・スコティッシュFC、バース、ヨークシャー、ロンドン・アイリッシュ、ロンドン・スコティッシュFCを経て、2017年、ゼブレに加入。